# Kostandin Boshnjaku
Kostandin Boshnjaku (ur. 1888 we Stegopulu, zm. 1953 w Durrësie) – albański polityk i dyplomata.

## Życiorys
W 1908 ukończył szkołę handlową w Pireusie. W latach 1908–1911 pracował w bankach w Odessie, a następnie do 1914 w Sankt Petersburgu. Rosję opuścił w 1914 i powrócił do Albanii. W okresie rządów Wilhelma von Wieda pełnił funkcję dyrektora Skarbu Państwa. Po wybuchu wojny powrócił do Rosji i w Sankt Petersburgu objął posadę dyrektora banku. Był prawdopodobnie jedynym znanym Albańczykiem, który był świadkiem wydarzeń rewolucji październikowej. Do Albanii powrócił w 1921, a rok później udał się do Moskwy, wspólnie z Omerem Nishanim z misją nawiązania kontaktów albańsko-sowieckich. W 1922 pracował także w placówce dyplomatycznej w Stambule.
Powrócił do Albanii w 1923, a w czerwcu 1924 poparł zamach stanu przeprowadzony przez biskupa Fana Noliego. Po upadku rządu Noliego w grudniu 1924 wyemigrował z kraju i zamieszkał w Wiedniu, a następnie w Sofii. W tym czasie związał się z Kominternem, pośrednicząc w kontaktach Noliego z władzami ZSRR. W 1927 sąd albański skazał go na karę śmierci in absentia za zdradę państwa.
Do ojczyzny powrócił ponownie w 1939 po agresji włoskiej na Albanię. Pracował w Banku Państwowym działającym pod kontrolą włoską, ale w 1943 opuścił Tiranę i związał się z Ruchem Narodowowyzwoleńczym. Po zdobyciu władzy przez komunistów Boshnjaku otrzymał posadę dyrektora Banku Państwa (Banka e Shtetit), którą pełnił do 1946. W tym czasie objął mandat deputowanego do parlamentu z okręgu Szkodry.
Był przeciwnikiem zależności ekonomicznej Albanii od Jugosławii i wprowadzenia w Albanii dinara, co planowano w 1947. Na forum parlamentu zaliczał się do przeciwników likwidacji prywatnych przedsiębiorstw. Krytyka nowych władz w parlamencie doprowadziła do aresztowania Boshnjaku przez funkcjonariuszy Sigurimi (15 maja 1947) i pozbawienia go mandatu deputowanego. W procesie tzw. grupy deputowanych Sąd wojskowy skazał go na karę dożywotniego więzienia i konfiskatę majątku. Uwolniony z więzienia 27 kwietnia 1949, zmarł cztery lata później w szpitalu, z powodu zaburzeń krążenia.

## Życie prywatne
W 1940 Boshnjaku ożenił się z Austriaczką Margarete Schmid, którą poznał w Wiedniu. Małżeństwo było bezdzietne.